# توماس أ. ستيوارت (سياسي)
توماس أ. ستيوارت هو شخصية أعمال وسياسي أمريكي، ولد في 2 مارس 1849، وتوفي في 22 أبريل 1920. نشط حزبياً في الحزب الديمقراطي. وقد انتخب عضو جمعية ولاية ويسكونسن ‏.